# لندن كروفورد
لندن كروفورد (بالإنجليزية: London Crawford)‏ هو لاعب كرة قدم أمريكية أمريكي، ولد في 19 أكتوبر 1986 في موبيل في الولايات المتحدة.